# Monte Kosciuszko
El monte Kosciuszko (en inglés: Mount Kosciuszko, pronunciado /ˌkɒsiˈʌskoʊ/) , en la Gran Cordillera Divisoria y emplazado en el parque nacional Kosciuszko, es la montaña más alta de la Australia continental. Fue bautizada por el explorador polaco Paul Strzelecki en 1840 en honor del héroe nacional polaco, el general Tadeusz Kościuszko. Tiene una altitud de 2228 metros.
Un temprano error cartográfico intercambió los nombres del monte Kosciuszko con el del vecino monte Townsend. El error fue corregido en 1940. Esta confusión dio origen a la errónea noción de que las autoridades del estado de Nueva Gales del Sur intercambiaron los nombres para que el Kosciuszko siguiese siendo el pico más alto de la isla-continente.

## Toponimia

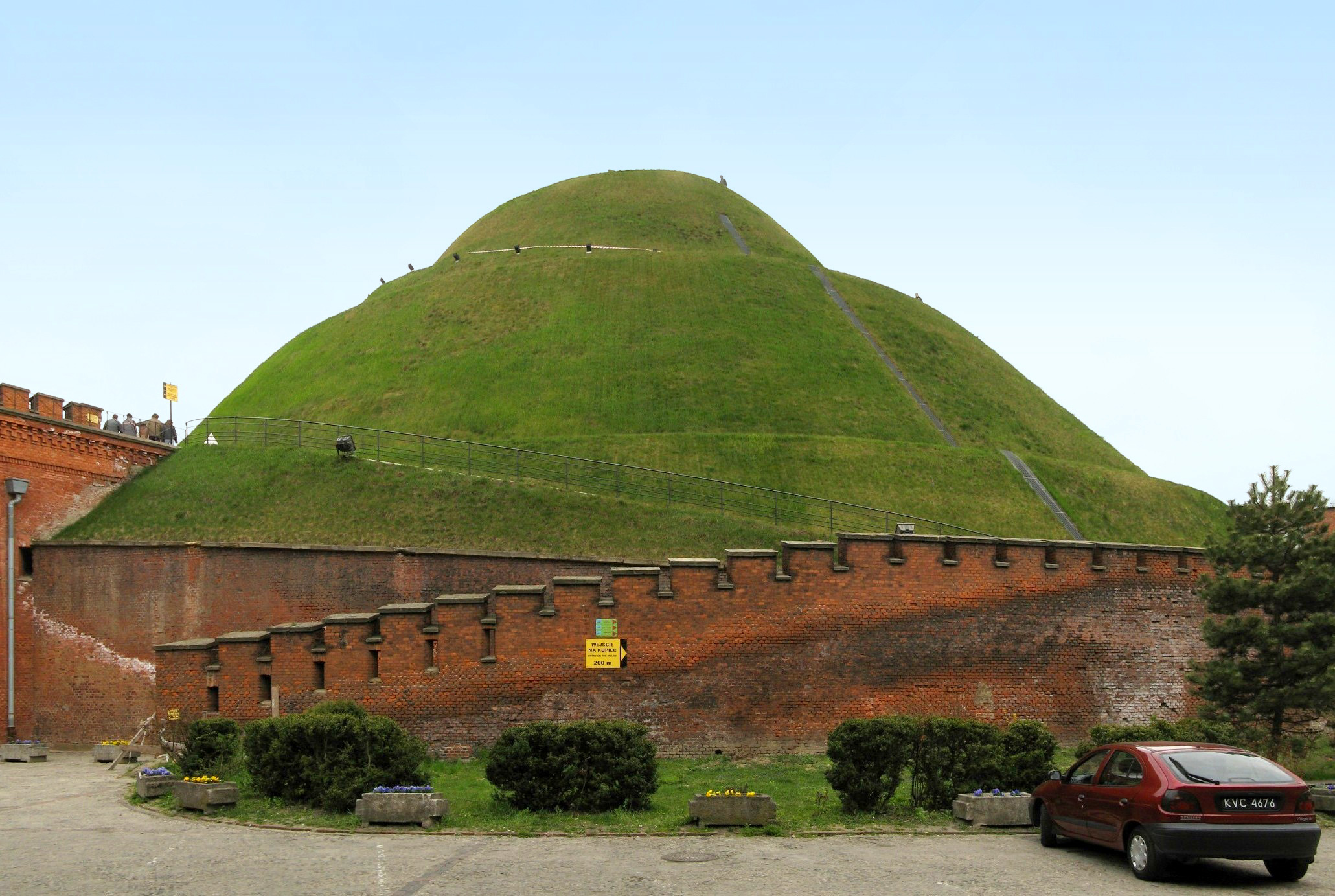
Vista del montículo Kościuszko en Cracovia.

El monte Kosciuszko fue nombrado por Paweł Edmund Strzelecki en honor al general lituano-polaco Tadeusz Kościuszko, un héroe nacional en su país natal, pero también una de las grandes figuras de la Guerra de Independencia de los Estados Unidos. Si Strzelecki dijo de Kościuszko, durante su ascensión, que era un "patriota", el acento se puso especialmente por su parte en el honor que ella representaba para Australia. El parecido que creyó percibir con el montículo Kościuszko ( Kopiec Kościuszki ) de Cracovia no es en vano en la elección de este nombre. Fue recién en 1997 que la Junta de Nombres Geográficos de Nueva Gales del Sur agregó una z al nombre de la cumbre, anteriormente escrito Kosciusko, para respetar la ortografía polaca. El nombre aparece por primera vez en 1851 en un mapa de Australia dibujado por el especialista geodésico Thomas Townsend. 
Los aborígenes llaman a la cumbre Tar Gan Gil, cuyo significado se desconoce. También encontramos las formas Jagungal, Jar-gan-gil, Tackingal que se puede traducir al español como "Montaña con cumbre de tablan", Teangal, Targil, Dargal, Youngal, Corungal, Orungal, Coruncal, Corunal. Se produjo un debate sobre la doble denominación, siguiendo el ejemplo en particular de Uluru/Ayers Rocky Kata Tjuṯa/Olga Mountains, proponiendo Tar-gan-gil o Munyang junto a Kosciuszko. Bajo la presión de australianos de origen polaco que afirmaban que la montaña perdería su originalidad y por consideraciones históricas, la idea fue rechazada.
Sucesivas mediciones han demostrado que la cumbre que había tomado oficialmente el nombre de monte Kosciusko, tras una confusión histórica, era en realidad más baja que la situada unos kilómetros al sur. Por este motivo, en 1909, el Departamento de Tierras de Nueva Gales del Sur decidió invertir los topónimos de los dos picos, prefiriendo mantener el nombre de Monte Kosciusko para el más alto. En consecuencia, la representación titulada Northeast view from the northern top of Mount Kosciusko de 1863 de Eugene von Guérard y expuesta en la National Gallery of Australia representa en realidad el paisaje visto desde el Monte Townsend.

## Geología

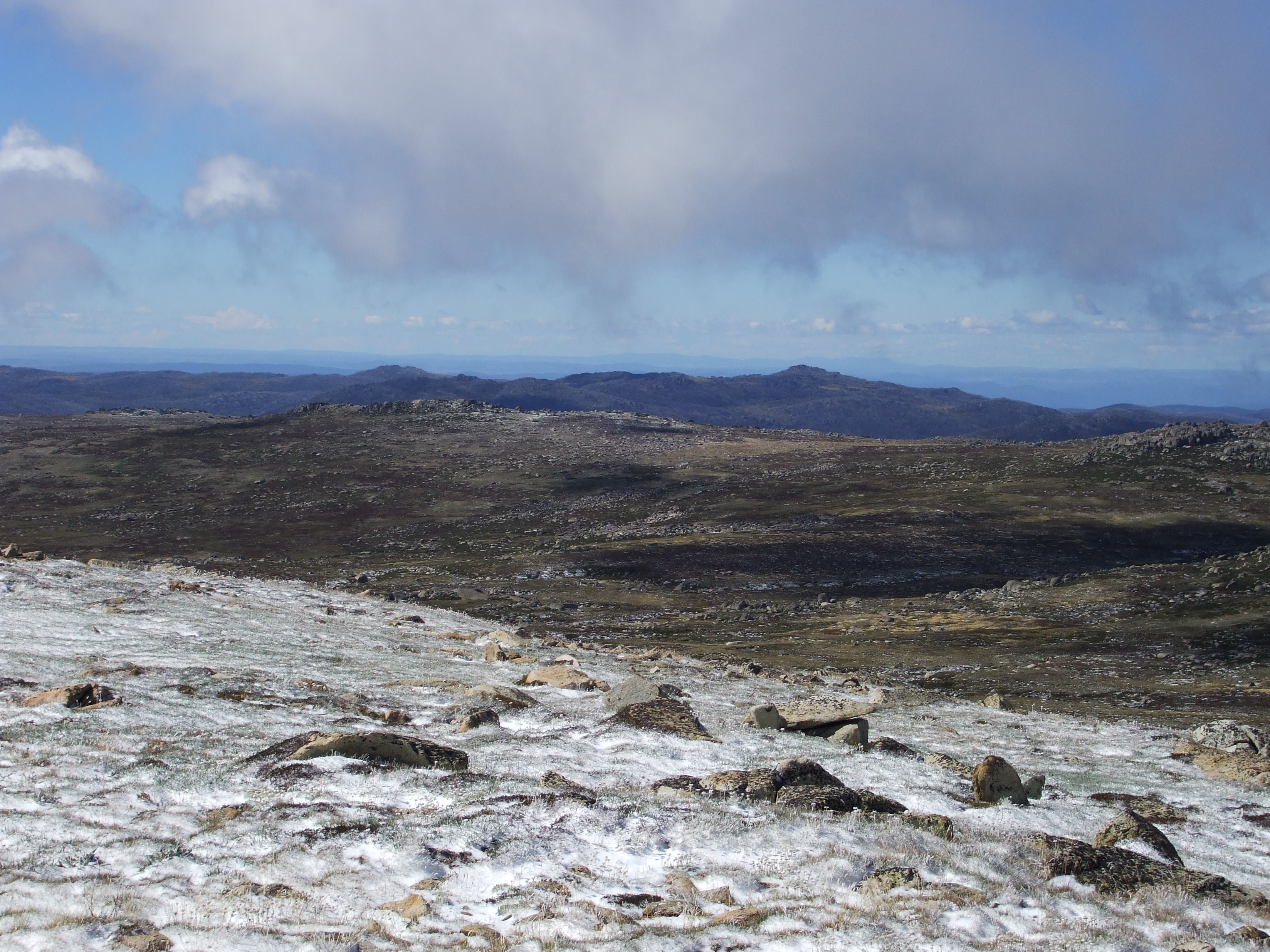
Vista desde las laderas del monte Kosciuszko sobre parte de la vasta meseta erosionada que rodea la cumbre.

Hace 450 millones de años, durante el Ordovícico, la región del monte Kosciuszko era un mar; sedimentos marinos se asientan. Constituyen hoy en día las rocas metamórficas presentes entre Rawsson Pass y Watsons Crags: pizarras, filitas, cuarcitas y esquistos. Períodos de plegamiento, levantamiento y sedimentación se suceden durante el Silúrico y el Devónico. Intrusiones de granito participan en la elevación del relieve desde 390 millones de años AP. Luego, durante varios millones de años, una fase más estable conduce a una ligera erosión y a la creación de una penillanura, donde solo las rocas más fuertes dan lugar a picos que se elevan por encima de la altitud media, entre los que se encuentra el monte Kosciuszko. Esta fase abarca el Carbonífero, el Pérmico, el Triásico, el Jurásico y el Cretácico para terminar hace 65 millones de años. En este momento, el este de Australia se eleva muy notablemente y las Montañas Nevadas adquieren aproximadamente su altitud actual. Este levantamiento solo terminó realmente hace aproximadamente un millón de años. Esto resulta principalmente en fallas donde los ríos actuales forman gargantas en las que el caudal es significativo.
Durante el Pleistoceno, de dos millones de años AP, el clima se enfrió repentinamente y se produjo la glaciación en la región del monte Kosciuszko, interrumpida apenas por algunos períodos interglaciares, creando sucesivas morrenas, cortando circos, dejando bloques erráticos y excavando lagos glaciares.

## Ascensión
Existe un camino hacia Charlotte Pass, desde el que sale un camino de 7 km hasta la cima. Hasta el año 1976 el camino estaba abierto a los vehículos de motor.
El pico también puede ser escalado por Thredbo, un camino un poco más largo pero igualmente fácil y que además cuenta con un telesilla que deja cerca de la cima.
El parque nacional de Kosciuszko cuenta con las montañas esquiables más cercanas a Canberra y Sídney, con las estaciones de esquí de Thredbo y Perisher Blue.
Se cree que el Kosciuszko podría haber sido coronado por los aborígenes australianos mucho antes de la llegada de los europeos.

## Fauna y flora
.

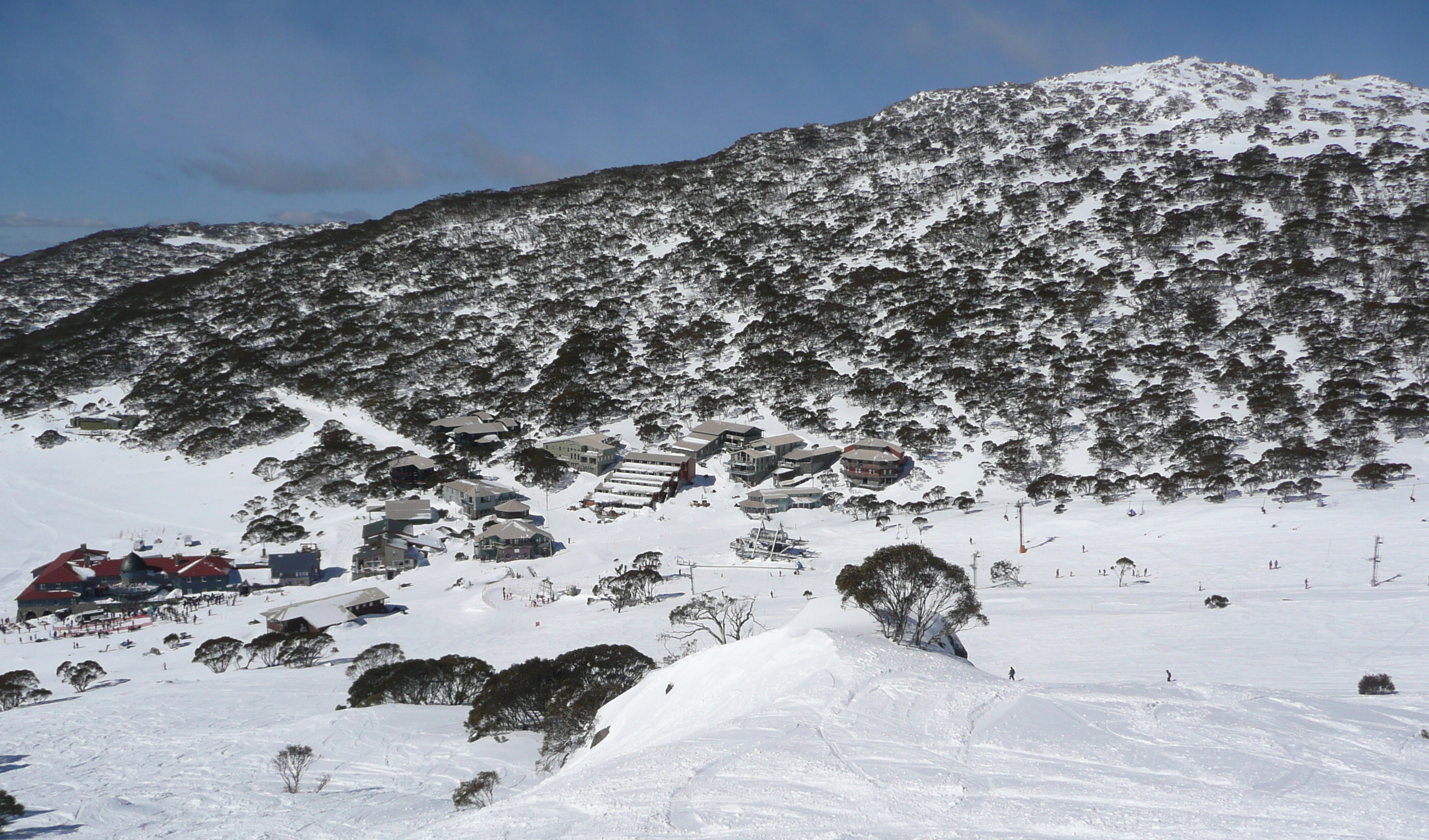
Vista de la estación de Charlotte Pass, a unos 1700 metros de altitud, entre árboles de goma de nieve (Eucalyptus pauciflora). En la esquina superior derecha, la cumbre de Stillwell Ridge

En la parte alta de la montaña crecen numerosas especies de plantas alpinas y subalpinas, entre ellas unas 200 especies herbáceas y de flor, de las cuales unas 20 son endémicas y más de treinta están declaradas como raras. Las alpinas abarcan alrededor del monte Kosciuszko sólo 100 km² y la línea de árboles promedia 1830 metros de altitud. Las familias más representadas son Asteraceae, Poaceae, Cyperaceae, así como Apiaceae, Ranunculaceae, Juncaceae y Epacridaceae, pero ninguna de ellas supera el metro. Algo más abajo, principalmente alrededor de los lagos glaciares, crece una herbácea, Carex gaudichaudiana .

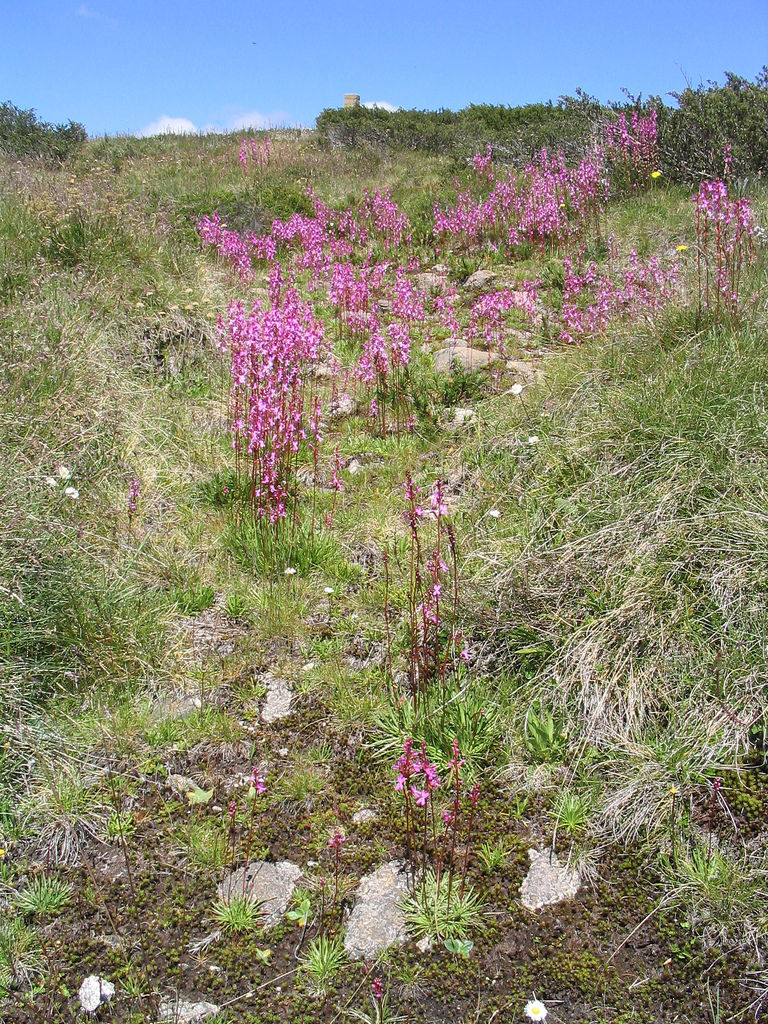
Ejemplo de la flora local.

La gran variedad de especies vegetales se debe a la diversidad del terreno y del clima según la altitud. Se han adaptado a las condiciones climáticas de los entornos donde crecen en colonias de brezales, ciénagas y pantanos. Veronica densifolia y Kelleria dieffenbachii han desarrollado formas de crecimiento atípicas de semibosque. Otras especies intermedias entre las herbáceas y las arbustivas, como Coprosma niphophila y Colobanthus nivicola, desarrollan formas vellosas o acolchadas para protegerse del frío. Podocarpus lawrencei, Phebalium ovatifolium, Pentachondra pumila, Grevillea australis y Kunzea muelleri son especies adaptadas a los terrenos rocosos y que suelen instalarse en las laderas soleadas. Además, la acedera de oveja (Rumex acetosella) coloniza los suelos ácidos cubriéndolos de un tinte rojizo. La fuerte estacionalidad del clima alpino obliga a las especies vegetales a vegetar durante los inviernos muy fríos y a desarrollarse rápidamente durante los meses más cálidos. El periodo de floración se produce generalmente desde finales de enero hasta principios de febrero (Celmisia costiniana, Celmisia pugioniformis, Craspedia sp, (Euphrasia collina subsp. diversicolor), durante el verano austral, a veces hasta marzo, pero en algunos ejemplares tempranos llega en cuanto se derrite la nieve (Ranunculus anemoneus, Caltha introloba). Entre los arbustos, la escasa energía acumulada durante la temporada alta obliga a un crecimiento lento; así, el diámetro de los tallos de Podocarpus lawrencei sólo aumenta una media de 0,25 mm al año. Paradójicamente, la intensa luz solar del verano requiere que estas plantas sean capaces de eliminar rápidamente el calor, lo que da lugar a un follaje poco voluminoso, típicamente en forma de aguja.
Aunque la mayoría de las especies introducidas artificialmente en el pasado, principalmente con el fin de conservar el suelo como resultado del desarrollo del agua a mediados del siglo XX, no son resistentes a las condiciones climáticas del monte Kosciuszko, algunas se han establecido de forma sostenible. Mientras que en 1899 sólo se registró una especie alóctona, en 1986.
Al igual que la flora, la fauna está adaptada a su entorno e incluye varias especies endémicas; entre ellas, la zarigüeya en peligro de extinción mountain dwarf opossum. Se han registrado más de 200 especies de aves en el parque, lo que representa el 40% de las especies conocidas en Nueva Gales del Sur, entre ellas el águila australiana y el cernícalo australiano. La montaña es testigo de la migración del bogong (Agrotis infusa), una especie de polilla que se refugia en las grietas de las rocas.

## Historia

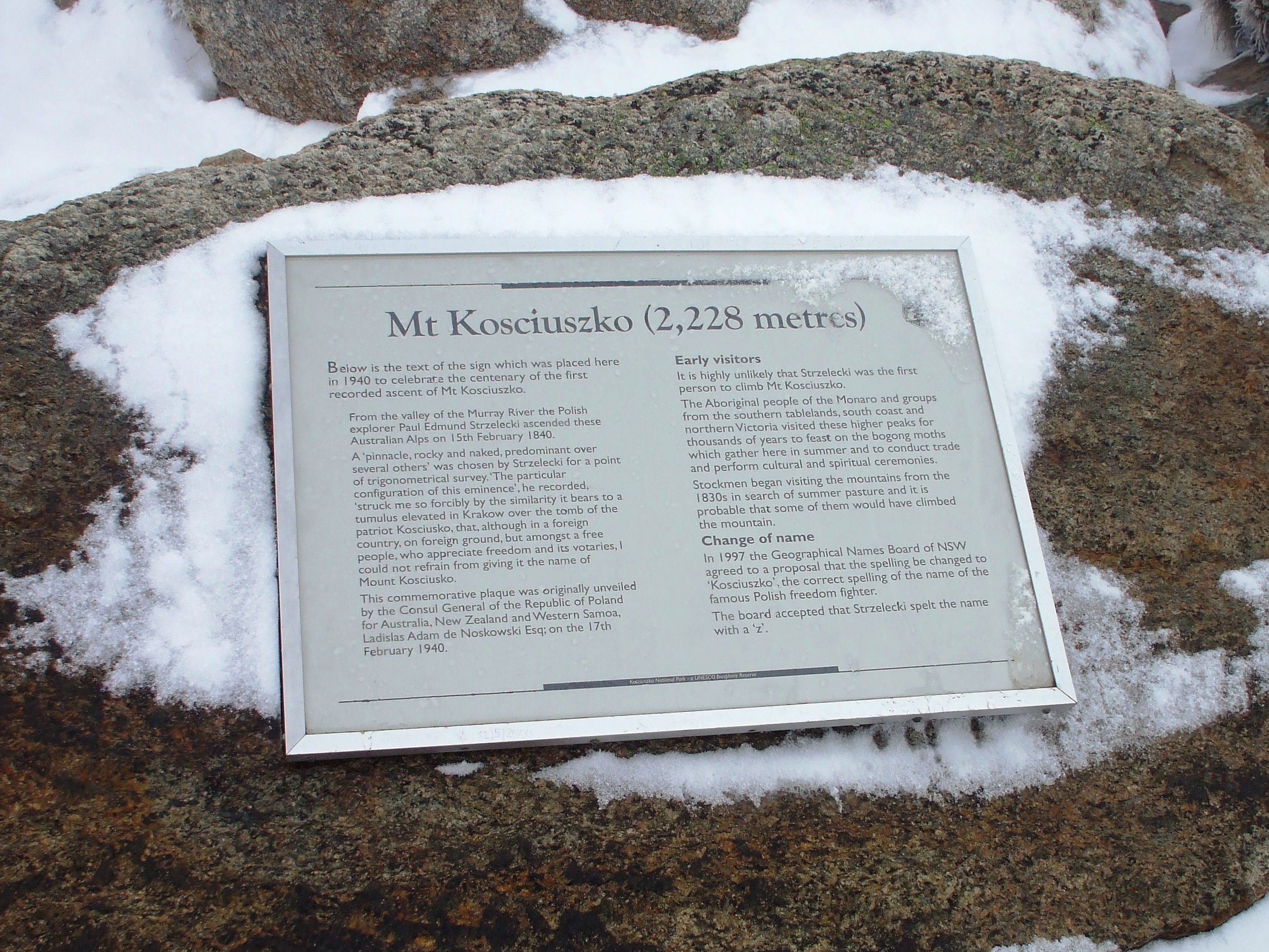
Placa informativa que aparece en el monumento de la cumbre erigido para conmemorar el centenario de la primera ascensión oficial por Paweł Edmund Strzelecki.

Es razonable suponer que el pico fue escalado muchas veces por aborígenes antes de la llegada de europeos a Australia. La primera ascensión oficial del monte Kosciuszko se atribuye al explorador polaco Paweł Edmund Strzelecki. Desembarcó en Sídney el 25 de abril de 1839, comenzó inmediatamente a estudiar la región y pasó tres meses con muchas personas, entre ellas James Macarthur, aprendiendo sus hábitos y costumbres. Los dos hombres unieron sus fuerzas, uno aficionado a la geología y el otro interesado en el potencial de la ganadería, aportando la mayor parte de los alimentos, los caballos y los hombres que les acompañaban. Partieron hacia las Snowy Mountains el 21 de diciembre; llegaron a Camden el 26 de diciembre y a Bagalong el 10 de enero de 1840. El 5 de febrero, estaban en Ellerslie.
Les acompañaban Michal Wieczorek, Trevor Savage, James Riley y Charlie Tara, un aborigen australiano. Abandonaron la ciudad el 2 de marzo y, a partir de entonces, las marcas cronológicas dejadas en el diario del polaco siguieron siendo muy vagas, a diferencia de sus descripciones topográficas. Se acercaron por el valle del río Murray hacia el oeste. Wieczorek y Savage permanecieron en Welaregang, pero otro aborigen llamado Jacky, con mejor conocimiento de las montañas, se unió a la expedición. En palabras del propio Strzelecki, el inicio de la ascensión fue complicado por lo empinado de la ladera, los numerosos barrancos y arroyos de este lado y el peso de su carga. Tuvieron que cargar con sus pertenencias a la espalda después de que Riley abandonara sus caballos. Los cuatro hombres restantes continuaron su ascenso por Geehi Walls y Hannels Spur. Finalmente, una vez cruzado el borde de la meseta, la subida se hizo más accesible. Los dos terminaron la escalada por Abbott Range. Por último, Strzelecki escribió:

«El 15 de febrero [en realidad el 12 de marzo], hacia el mediodía, me encontré en un pico a 6510 pies sobre el nivel del mar, sentado en las nieves eternas.» Paweł Edmund Strzelecki.

Sin embargo, según Macarthur, el polaco pronto se da cuenta, utilizando sus instrumentos, de que el pico que tienen enfrente es más alto que aquel en el que se encuentran. Lo llamaron monte Kosciuszko, pero la confusión continuó durante varios años antes de que se aclarara la situación toponímica con el monte Townsend. No obstante, Strzelecki abandonó a su compañero y regresó al campamento donde se habían alojado los dos aborígenes. Se dispuso a escalar la segunda cumbre, alcanzándola probablemente entre las 15 h 00 y las 16 h 00, hizo algunas observaciones rápidas y tomó una pequeña muestra de roca y una flor. Al caer la noche, Jacky fue enviado delante. Al día siguiente, los cuatro hombres regresaron juntos al campamento de Riley y Strzelecki hizo sus cálculos. Tras darse cuenta de que su barómetro se había roto durante una caída, hizo una corrección y declaró que la altitud de Kosciuszko era de 7800 pies, 500 pies de más. Para aumentar la confusión, el Port Phillip Herald de 2 de June de 1840 informaba del suceso y al mismo tiempo afirmaba, probablemente a partir de las propias palabras de Strzelecki, la presencia de MacArthur en la cumbre:

El conde y Mr. MacArthur escalaron los Alpes australianos, y el 12 de febrero [en realidad el 12 de marzo], hacia el mediodía, se sentaron en el pico más alto de Australia, a una altitud de 2377 metros sobre el mar, más allá del límite de la vegetación, rodeados por las nieves eternas, con un cielo sereno y claro a su alrededor y, abajo, un panorama ininterrumpido a una distancia de 1219 m2. Artículo del Port Phillip Herald.

Siendo así, es posible que en 1834, otro europeo, Lhotsky alcanzara la cumbre, aunque su diario y los mapas que hizo sobre el terreno muestran más probablemente el monte Guillermo IV, también conocido como monte Terrible, al sur de la meseta. En cualquier caso, muchos bergers ya ocupaban la montaña a principios de la década de 1830 y numerosos pastos la cubrían, por lo que James Spencer, que probablemente fue el primero en aventurarse a la meseta Kosciuszko, a la que bautizó como Excelsior Run, sirvió en varias ocasiones de guía a las diversas expediciones que se sucedieron. Más tarde, muchos botánicos, entre ellos Ferdinand von Müller en 1855, se interesaron por la flora del monte Kosciuszko.
En 1928, la estadounidense Laurie Seaman y un compañero, Evan Hayes, murieron mientras intentaban descender las laderas de la montaña en esquí de travesía. Se separaron del resto del grupo y se perdieron en la ventisca antes de morir congelados. Al año siguiente se construyó una cabaña, Seamans Hut, con donaciones de la familia, para dar cobijo a cualquier excursionista varado, y recibió el nombre de la joven.
El turismo se desarrolló a principios del siglo XX con la construcción del hotel Kosciuszko y, en 1909, de la 53 kilómetros de carretera desde Jindabyne. A partir de la década de 1920, se emprendieron importantes obras hidráulicas en la región, sobre todo con la construcción del Presa de Hum, a unos 100 kilómetros río abajo, en dirección oeste; se terminaron en 1972.

## Galería

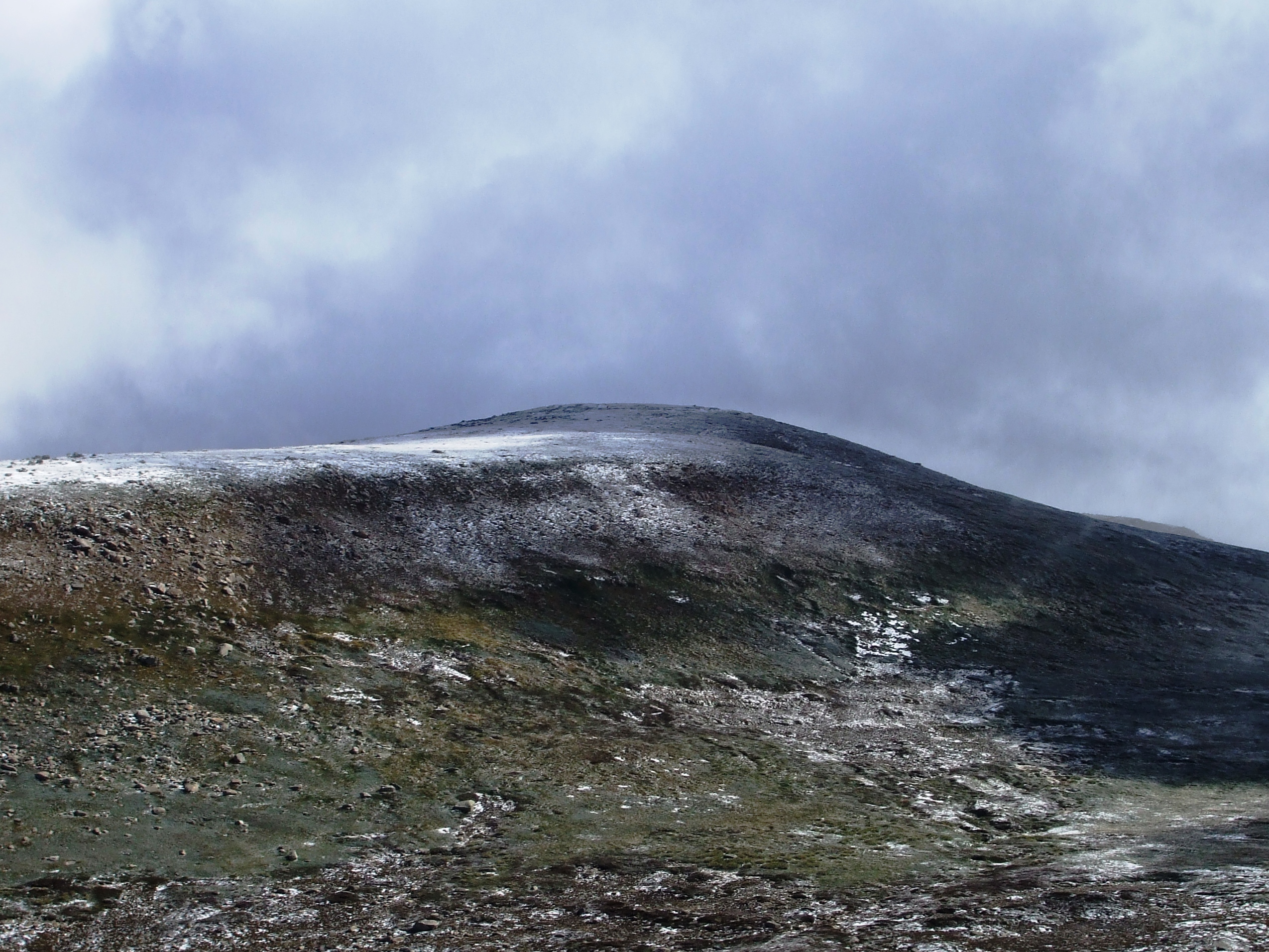
Monte Kosciuszko desde el lado sur.
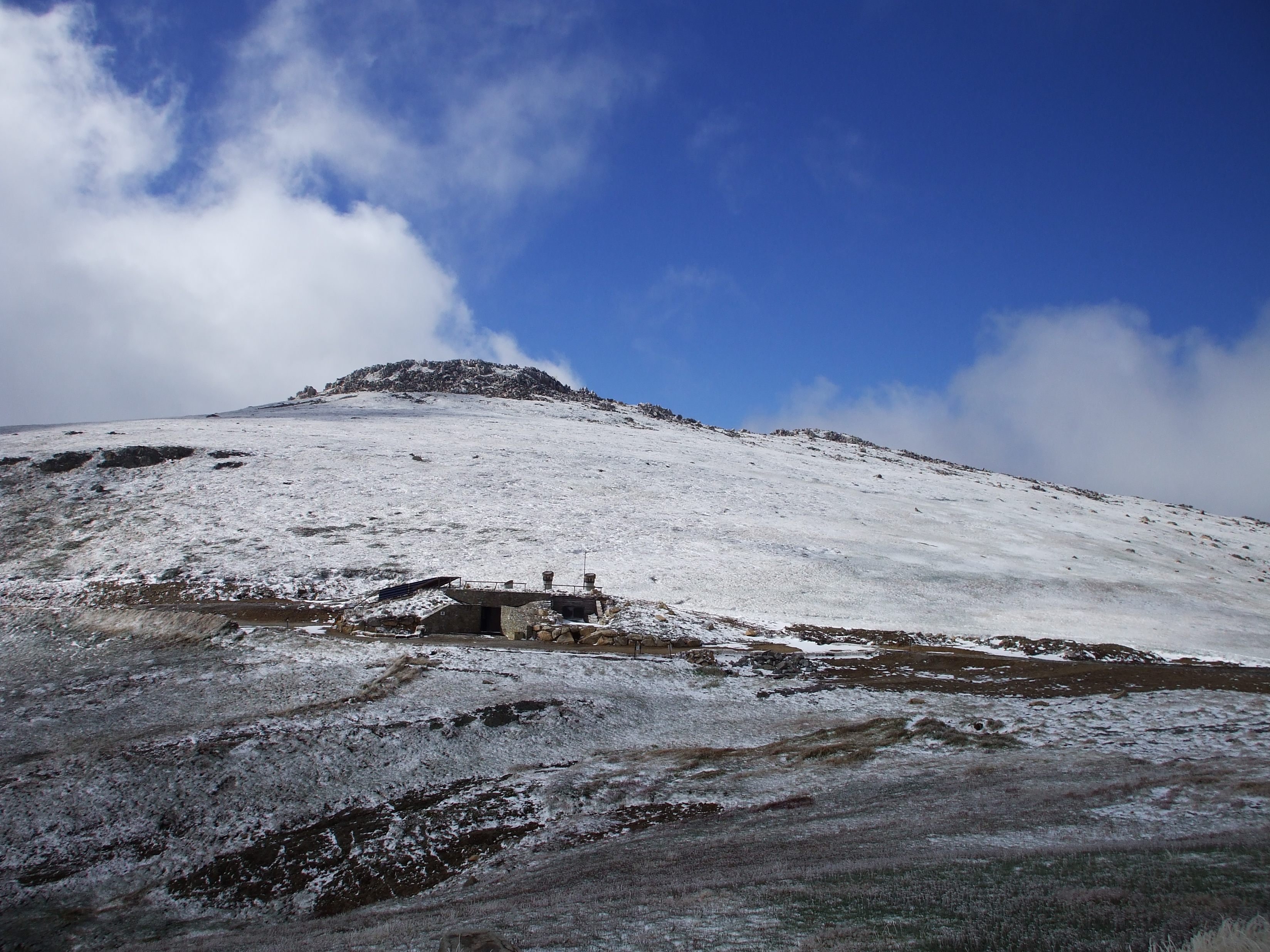
Monte Etheridge desde el lado sur.
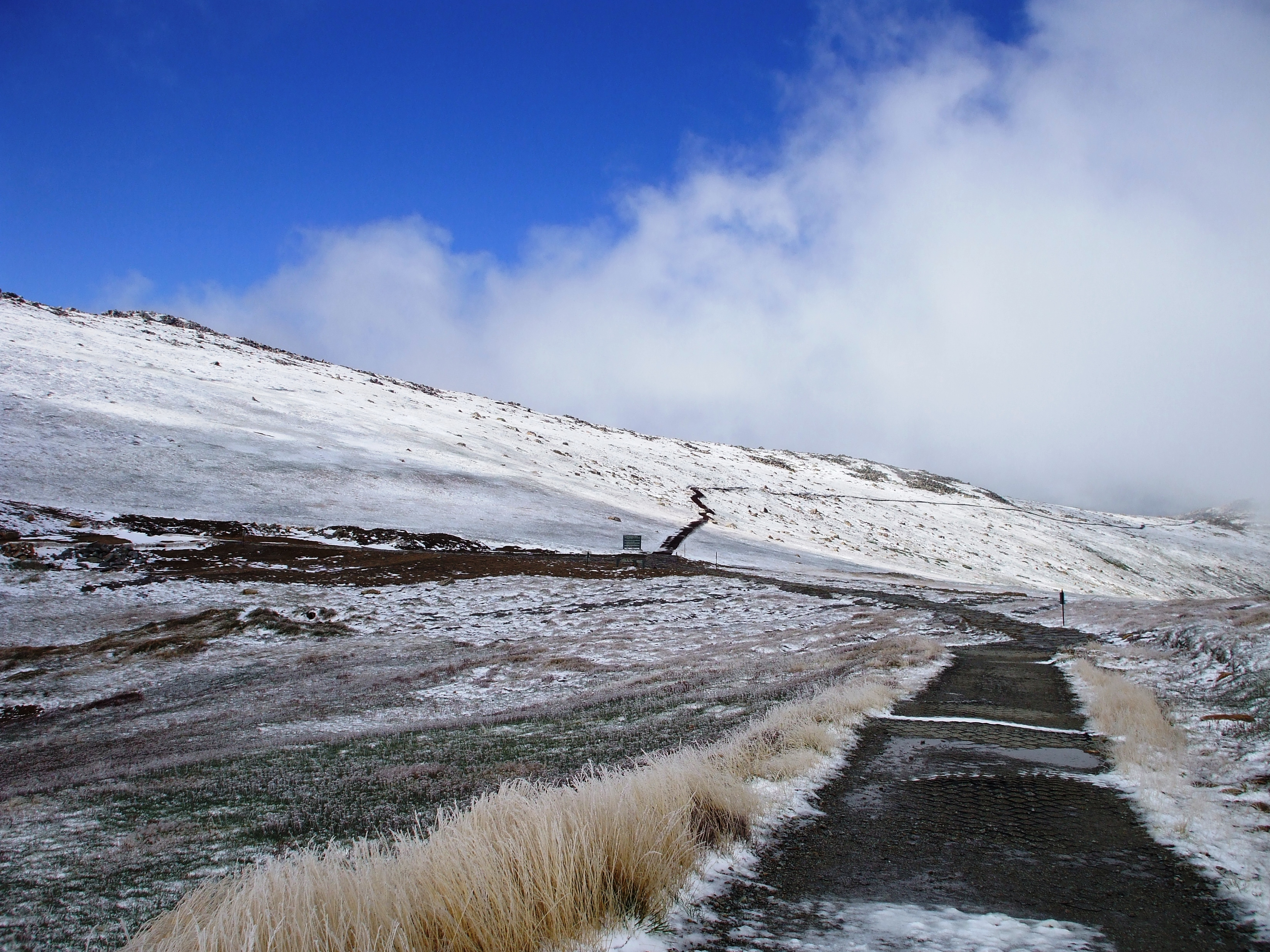
Lado este de la montaña.
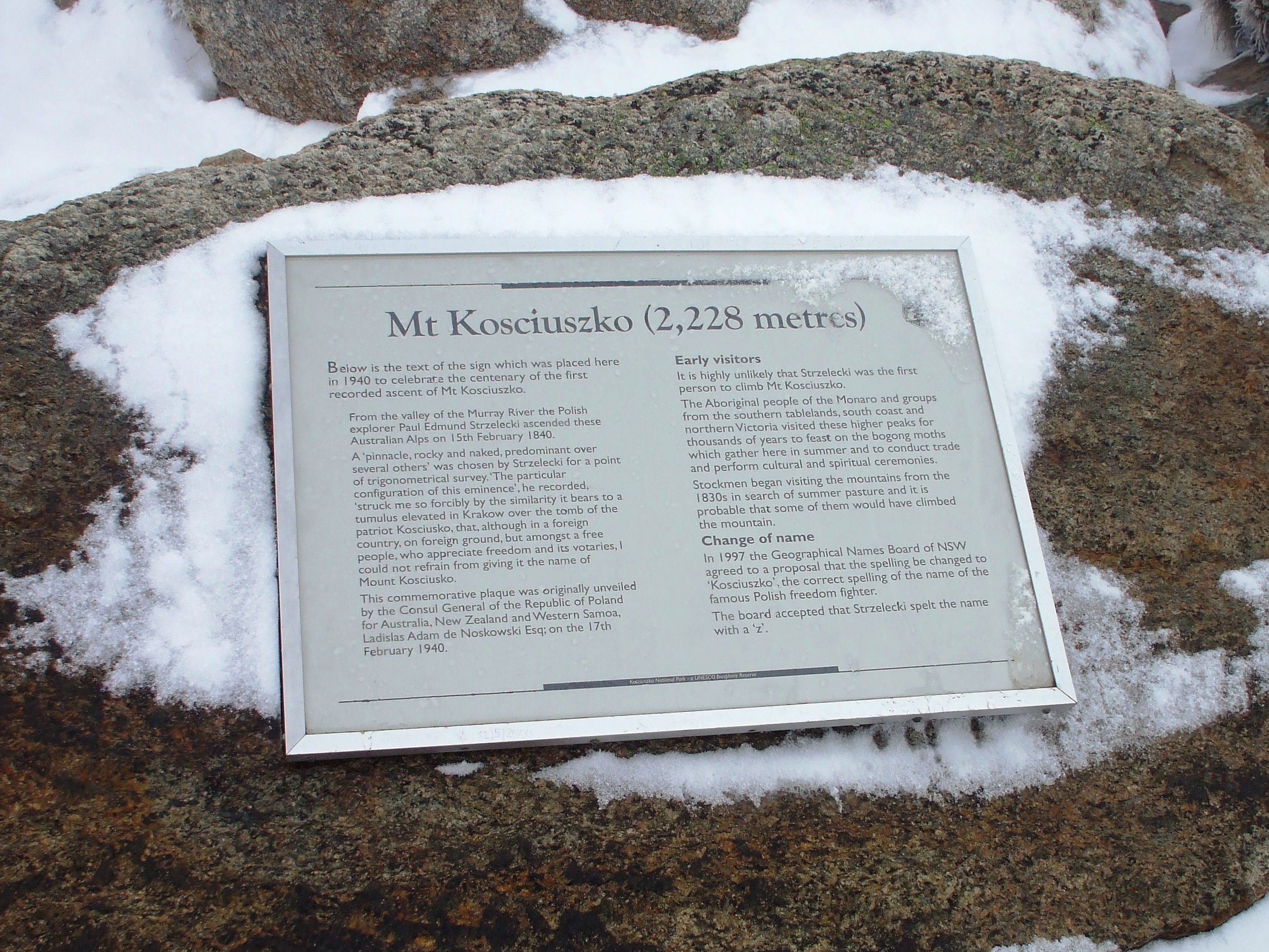
Cartel en la cima.
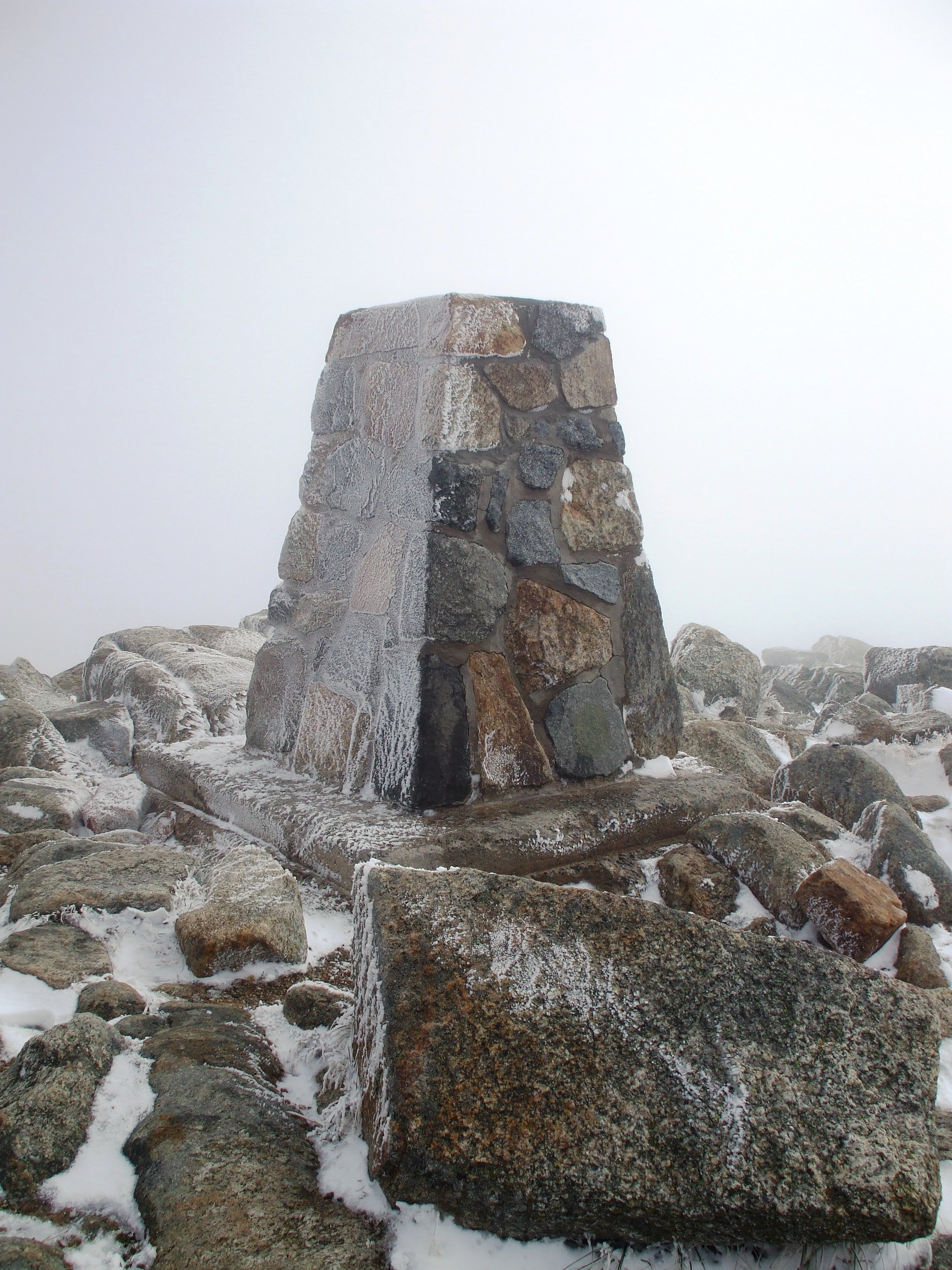
Monumento en la cima.
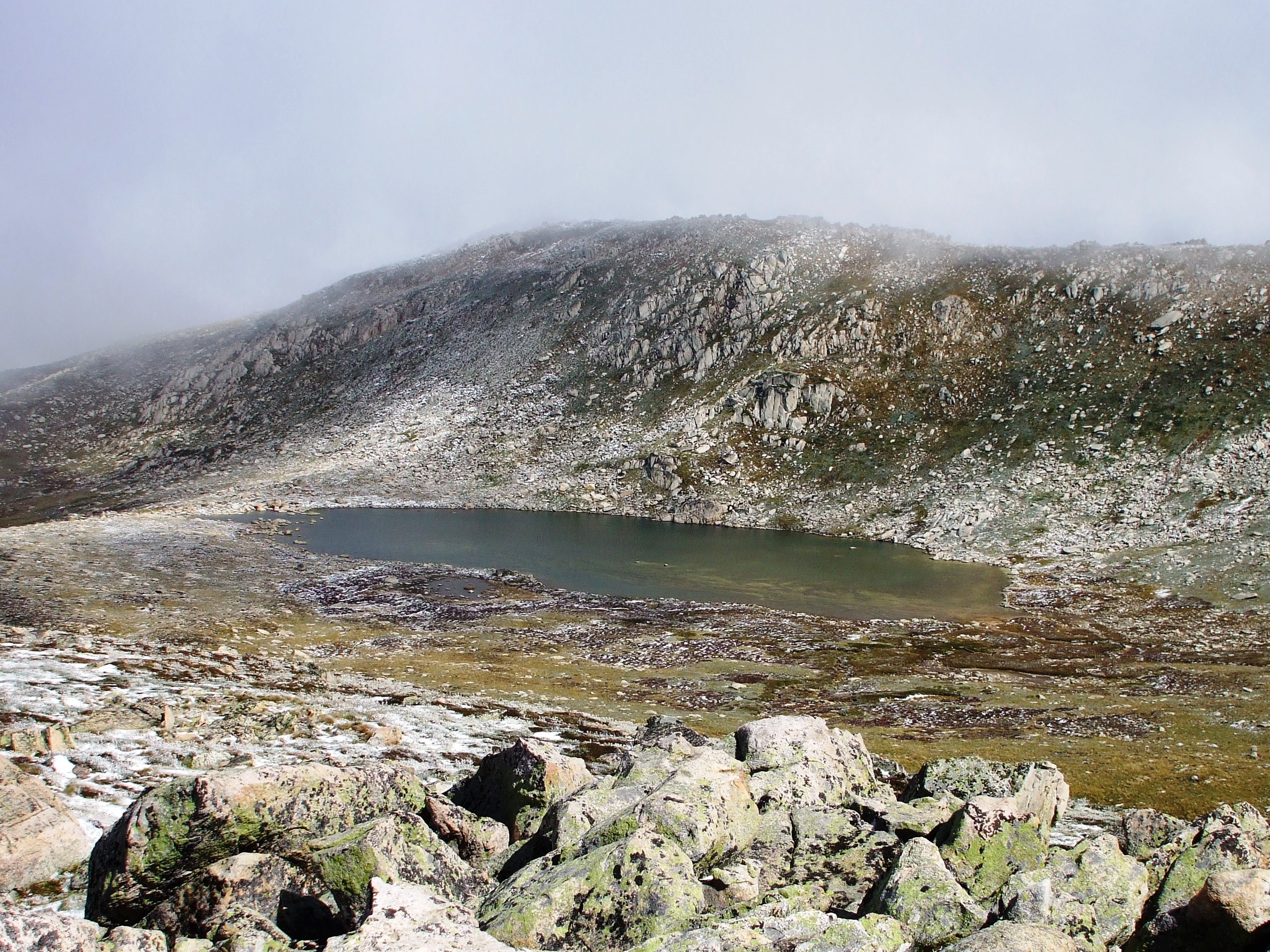
Lago Cootapatamba, el lago más alto de Australia.
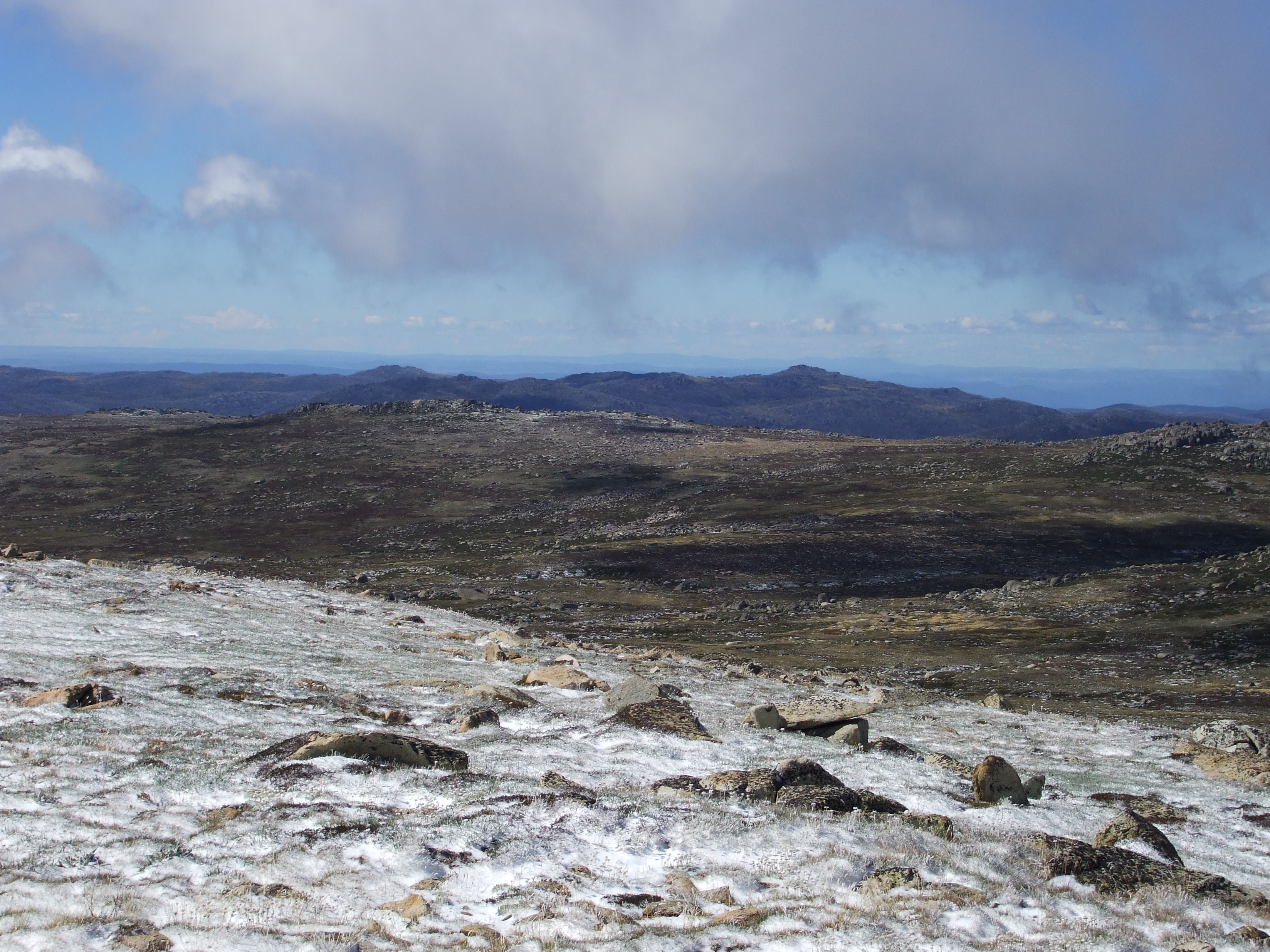
Una vista del Monte Kosciuszko
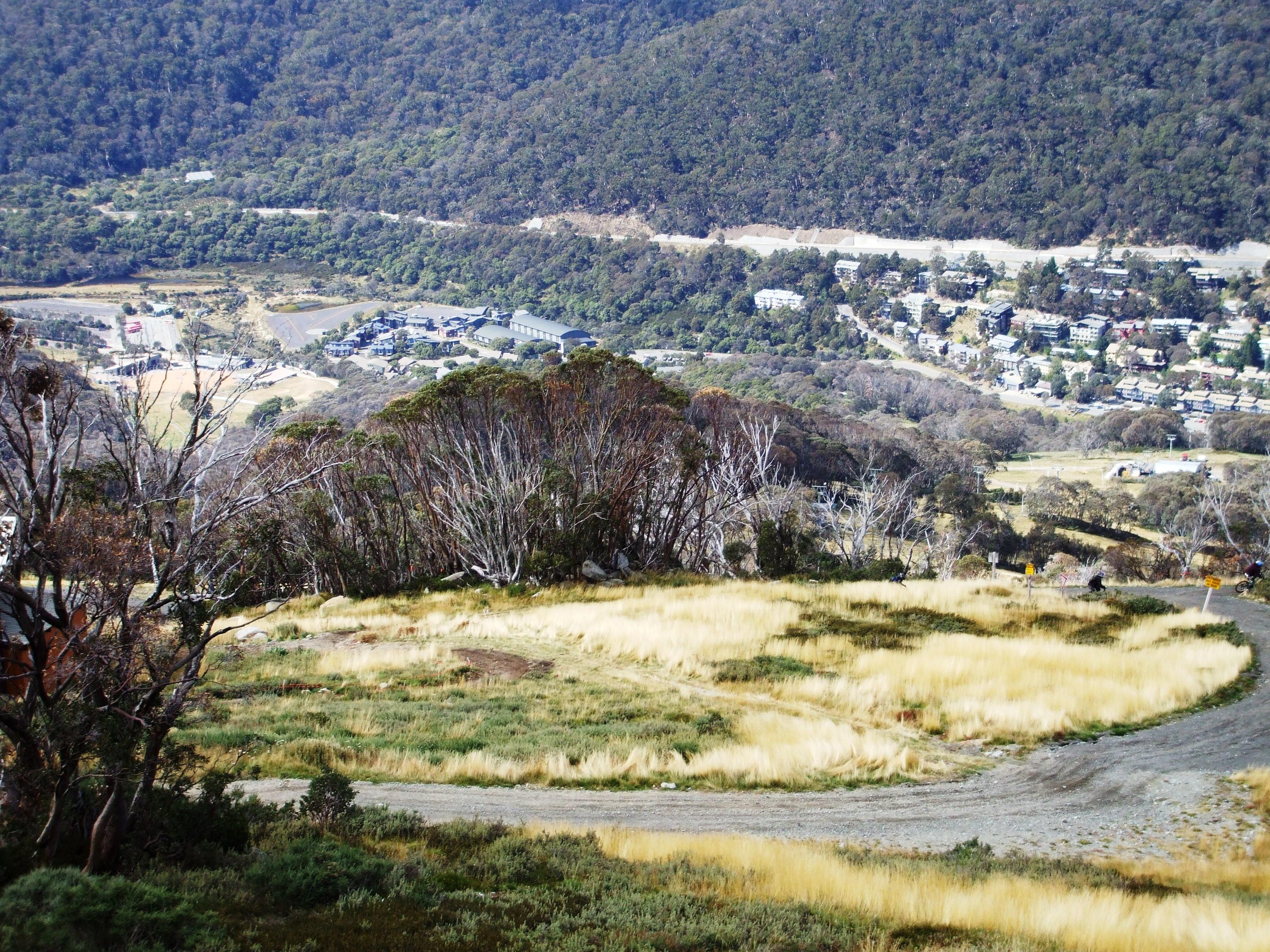
Thredbo desde los Alpes Australianos.